# Philotheria africana
Philotheria africana är en insektsart som beskrevs av Synave 1965. Philotheria africana ingår i släktet Philotheria och familjen Dictyopharidae. Inga underarter finns listade i Catalogue of Life.